# 堰

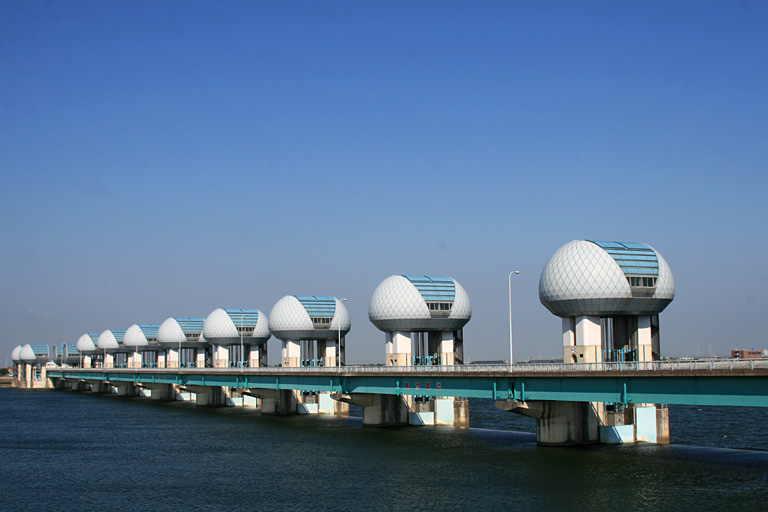
堰（長良川河口堰）

堰（せき、英語: weir）とは、河川の流水を制御するために河川を横断する形で設けられるダム以外の構造物で堤防の機能をもたないものをいう。

## 堰の機能
流水の制御施設には堰のほか水門や樋門がある。農業工学では取水堰、取水口、付帯施設（沈砂池、魚道、舟通し等）など河川湖沼から用水路に農業用水を引き入れるための構造物を総称して頭首工という。
河川等をせき止めて上流側の水位を上げることによって、水を貯留したり、用水路などへの取水を容易にしたり、計画的な分流を行ったりする役割を持つ。下流側からの海水の逆流を防止（潮止めという）して塩害を防ぐ場合もある。つまり、堰は基本的に水を利用（利水）するために設置されるものであるが、大規模な可動堰は強力に水を制御できるため、治水などを含めた形で多目的に用いられることが多い。
堰は堤防機能をもたないものをいい、堤防機能をもつ水門と区別する。ただし、水門には河川付近に設置される防潮水門のように外見上は堰（河口堰）と判別しにくいものがある。実際に構造物そのものはほとんど変わらないものもある（例えば隣りあって設置されている利根川河口堰と常陸川水門）。しかし、水門が洪水時には門扉を閉鎖し堤防としての機能を持つのに対して、堰はせき止めた水が氾濫しないように、むしろ門扉を開放して水を積極的に流すため、堤防としての機能を持たないことで区別される。
なお、ダムは水を止めるための堰であり堰堤といわれるが、堰とダムは通常区別されている。日本では1964年（昭和39年）に改正された新河川法において、利水目的のものについては堤高15メートル以上のものをダムと定義していることから、堰は堤高15メートル未満である。一方、河川管理目的のものについては1976年（昭和51年）に「河川管理施設等構造令」が施行され河川法と同様の規定がなされたが、国土交通省が管理する一部の堰は高さが15.0メートル未満であっても、その機能から特定多目的ダムとして扱われている。なお1928年（昭和3年）に創設され、現在88か国が加盟する国際大ダム会議における定義では堤高15メートル以上のダムをハイダムといい、それに満たない高さのダムをローダムという。

## 堰の種類

### 形状による分類
堰は堤体の形状により、刃形堰、広頂堰、越流堰、フリュームなどに分類される。
常時（および洪水時に）水を堰の上から越流させるタイプの堰は洗堰（あらいぜき）と呼ぶこともある。

### 用途による分類
- 取水堰 - 河川水位を調節するための堰で灌漑用水、水道用水、工業用水、発電用水などを取水するための堰[6]
- 河口堰 - 潮止めなどの堰[6]（潮止堰）

### 構造による分類

#### 固定堰
水位調節のできない堰を固定堰という。水中に石積みやコンクリートなどの構造物を設けて水をせき止めるだけの単純なもので、古くから設置されてきた。流量などを随意に制御することはできない。
固定堰の最大の欠点は、洪水時において堰の持つ「水をせき止める」機能があだとなり、水の迅速な流下に支障をきたすばかりか水の氾濫を招いてしまう点である。このため、現在ある固定堰は比較的小規模なものか、長期にわたって維持されてきたものがほとんどである。
固定堰は、床止めと構造的には同一である。しかし、固定堰が水をせき止めるために設置されるのに対して、床止めは、上流の河床を安定させるために設置されるため、設置目的によって区別される。

#### 可動堰
ゲートの開閉により水位調節が可能な堰。固定堰の最大の欠点は、流量を制御できないことにあったが、可動堰は流量を随意に制御し洪水時には水を迅速に流下させることができる。
可動堰は可動部の構造によってさらに起伏堰と引上堰に大別される。
起伏堰（きふくぜき）は、水中の構造物を起てたり倒したりして水を制御する。堰が比較的小規模で、なおかつ制御する水位幅が狭い場合に採用される。鋼鉄製の扉体を操作するものもあるが、耐久性のあるゴム引布などでできた筒型の袋に空気や水を入れて膨らませて水をせき止めるものもある。
後者の方式はゴム引布製起伏堰、通称ラバーダムなどと呼ばれるもので、倒伏の確実性が高いことや動力がわずかで済み、費用がかからないことなどから起伏堰として近年よく採用されている。
引上堰（ひきあげぜき）は、上下に開閉する門扉をもつ。止水が容易で操作の信頼性が高いため、大規模な可動堰のほとんどはこの方式である。

#### 仮設堰
投渡堰（なげわたしぜき）とも呼ばれる。固定的な支柱の桁に仮設材として丸太や木の枝等の止水材を配置したもので、増水時には流される。

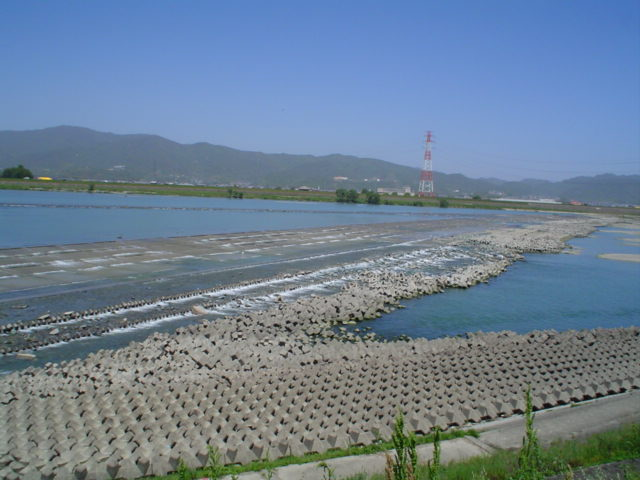
固定堰（吉野川第十堰）
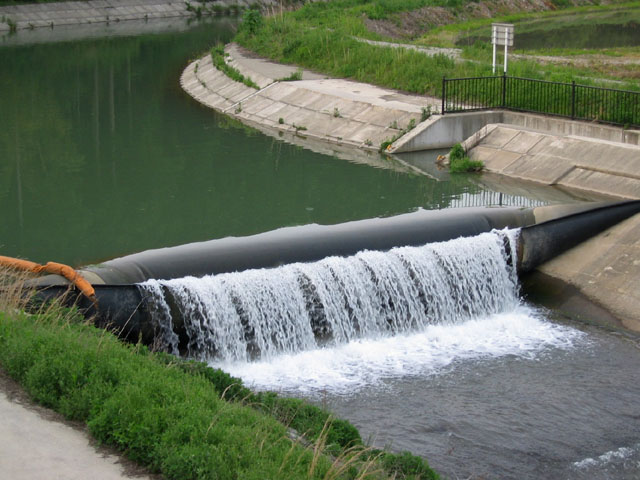
ラバーダム（小規模なもの）
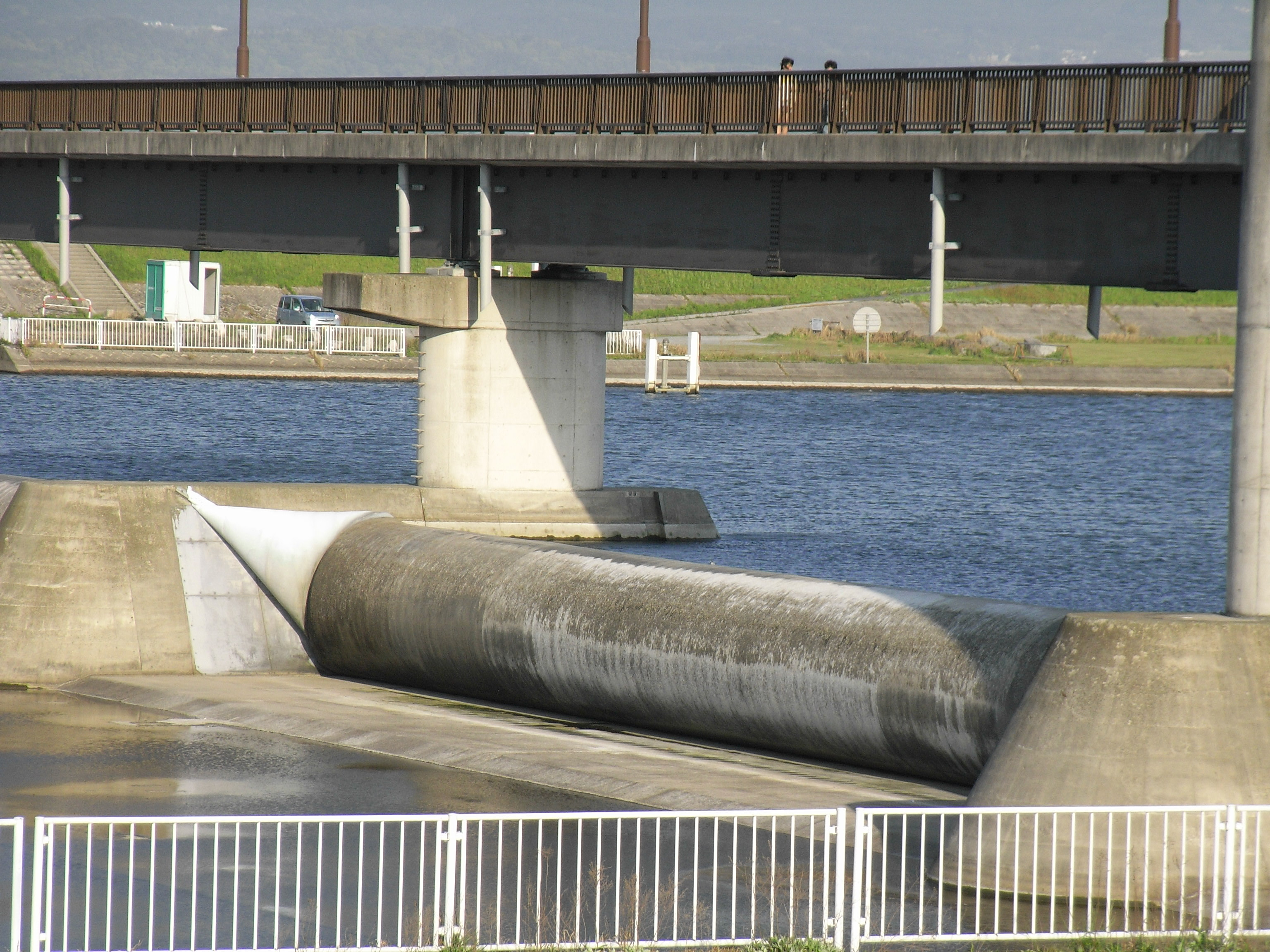
ラバーダム（大規模なもの・日野川堰）
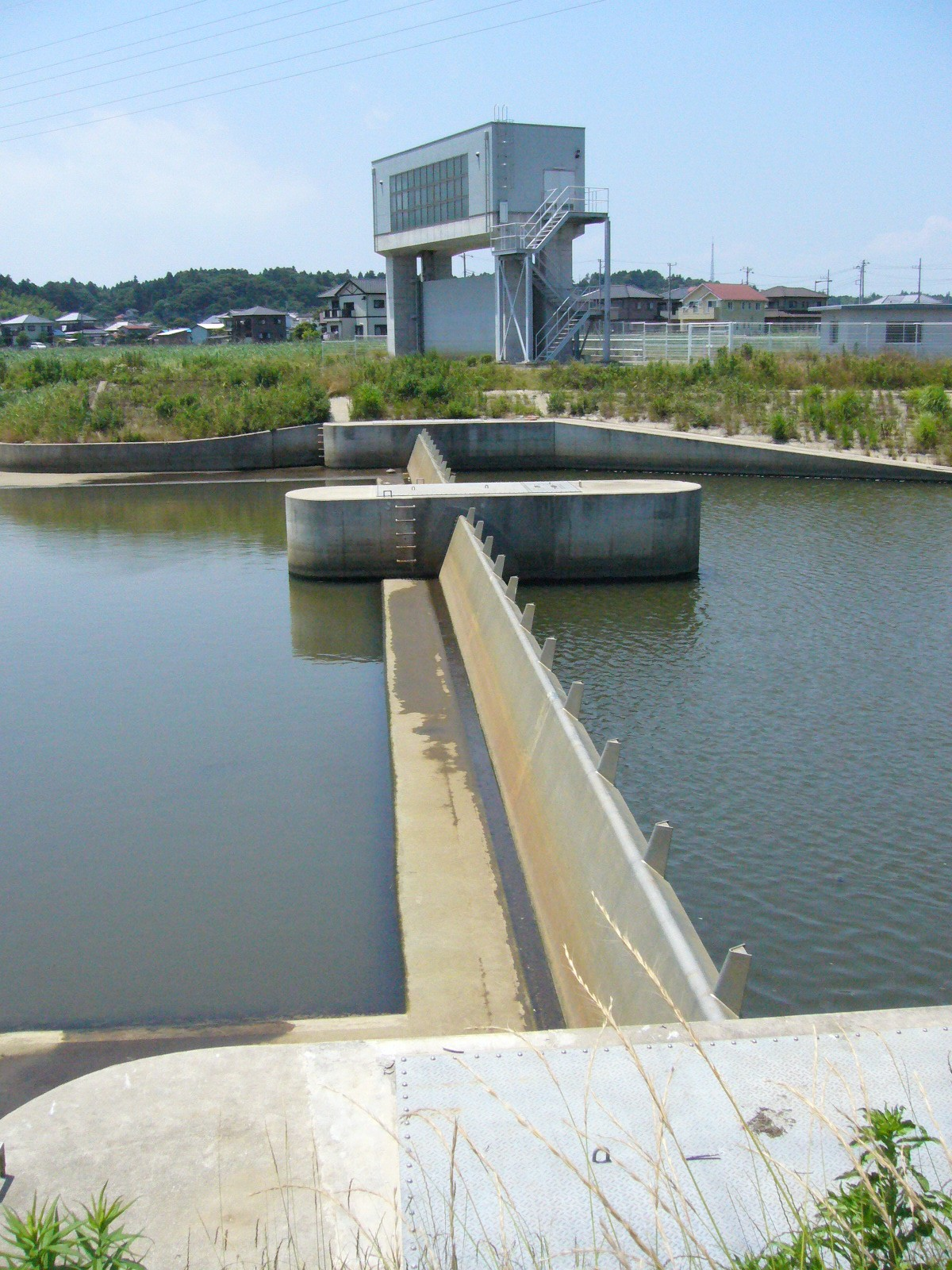
起伏堰（小野川放水路）
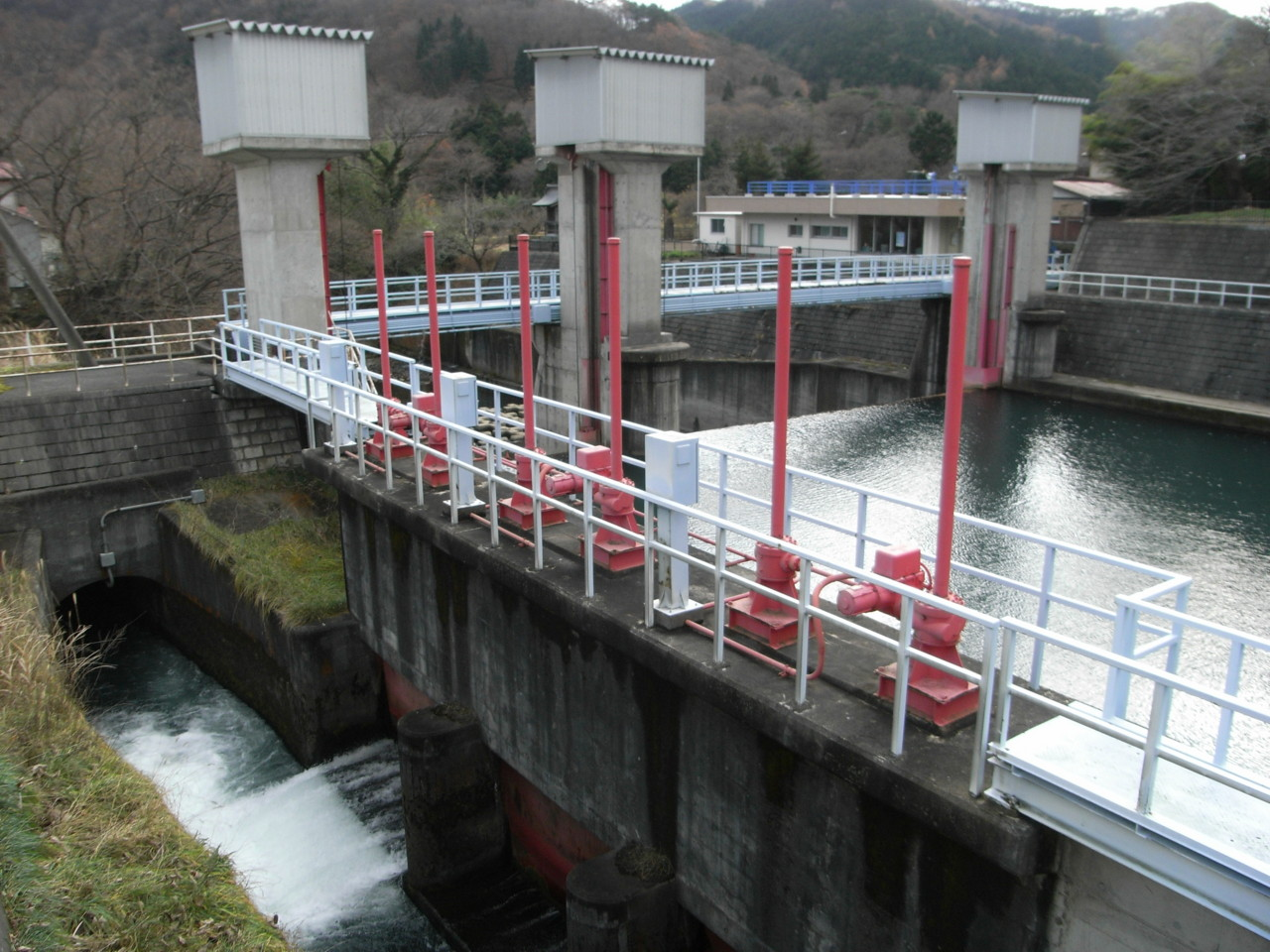
安積疏水の一部として利用している五百川から取水して疏水幹線水路に用水を分配する熱海頭首工
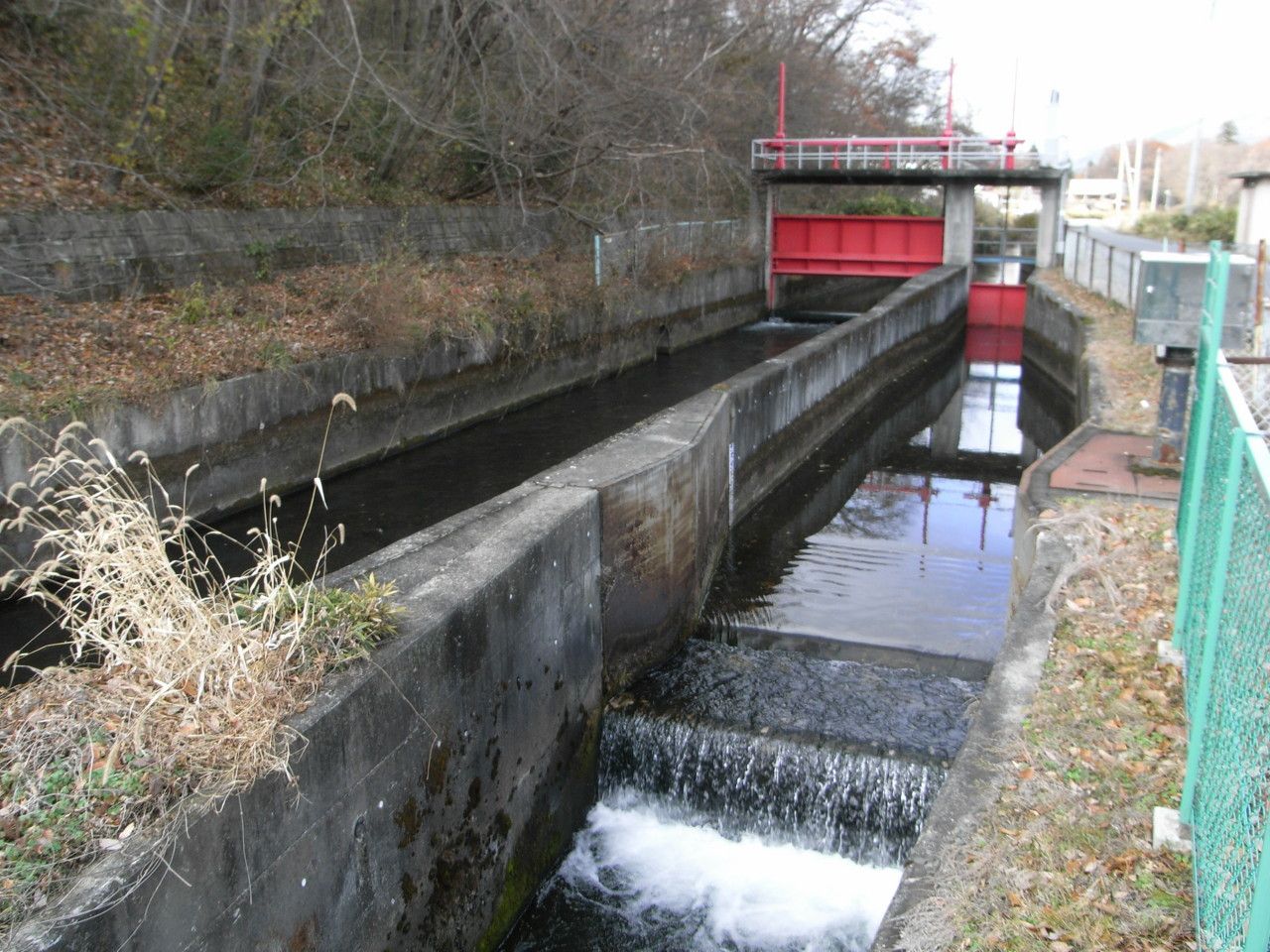
安積疏水第一分水路取水口（小型堰）
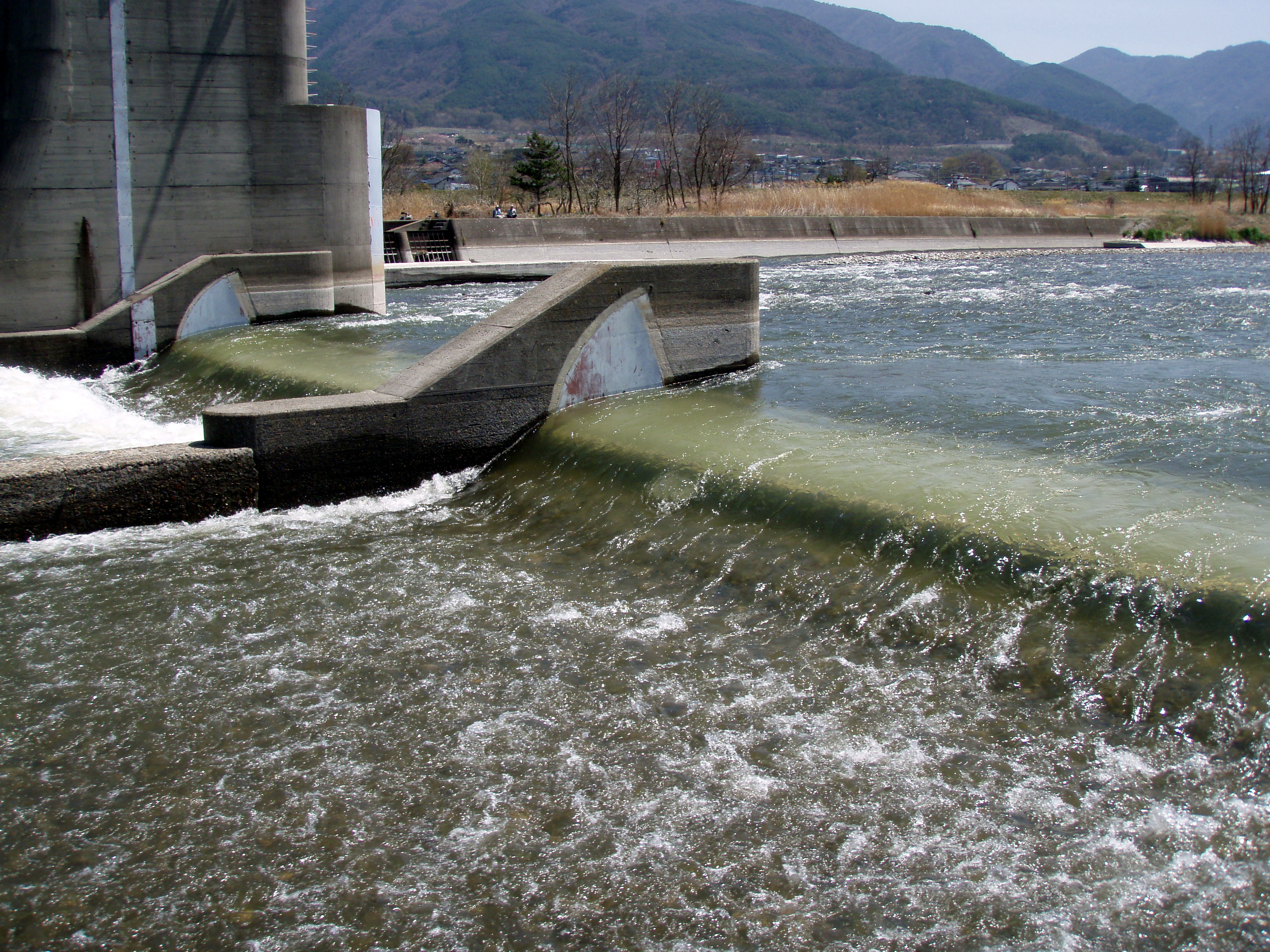
埴科頭首工で可動式床板を倒し水を流している状態。
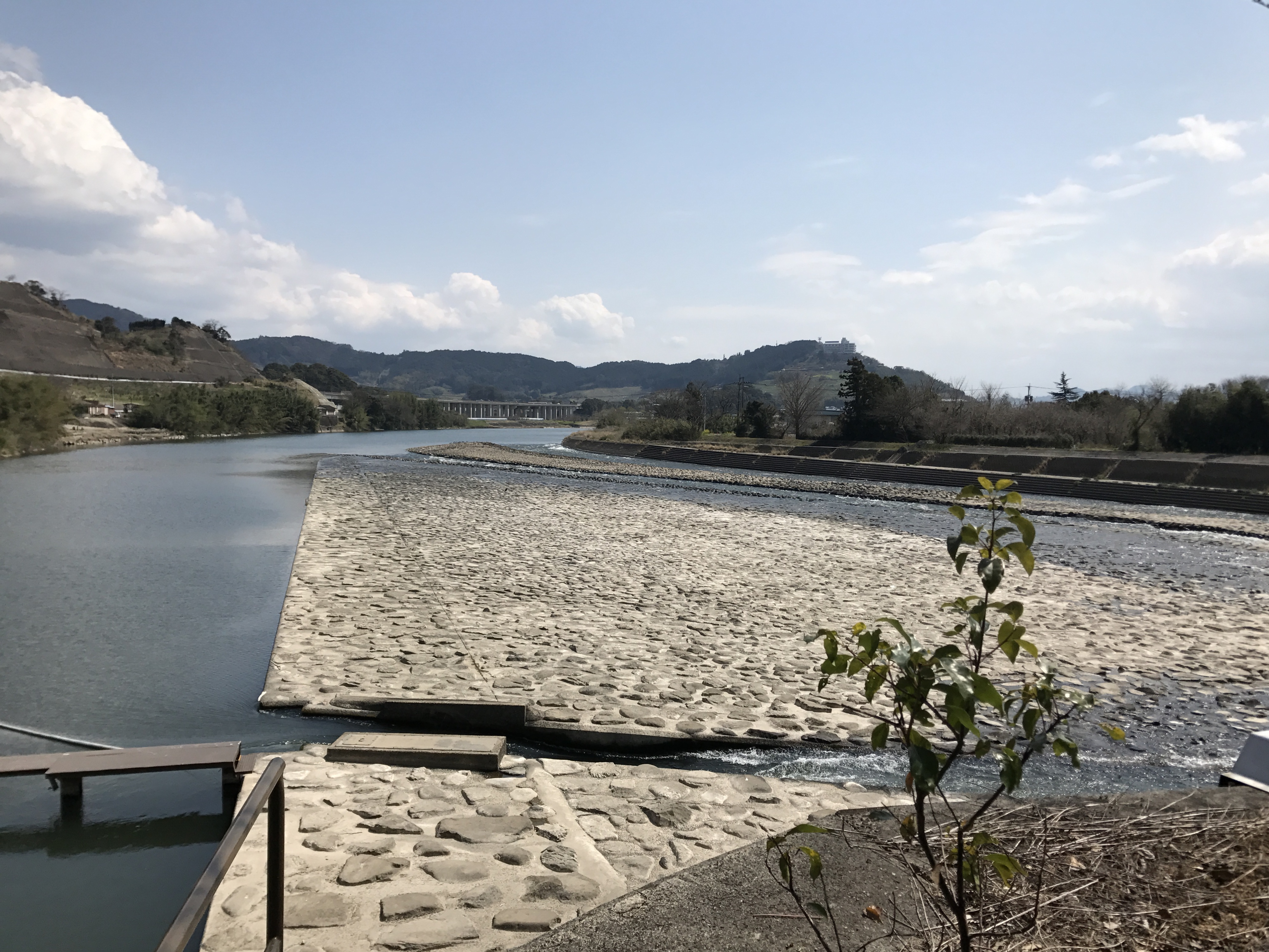
三角形の石張堰（山田堰）
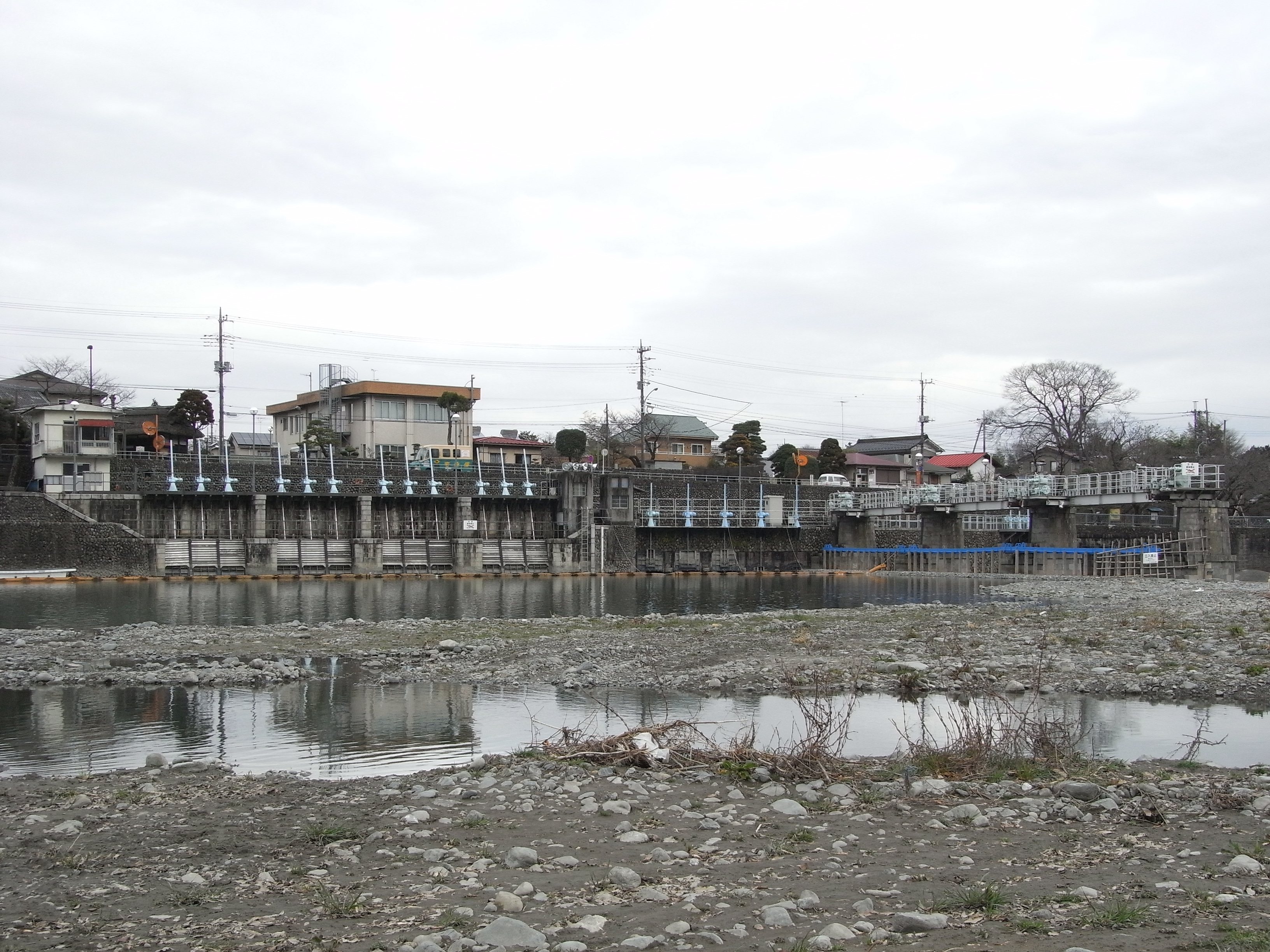
「固定堰」と「仮設堰」の組み合わせ（羽村取水堰）
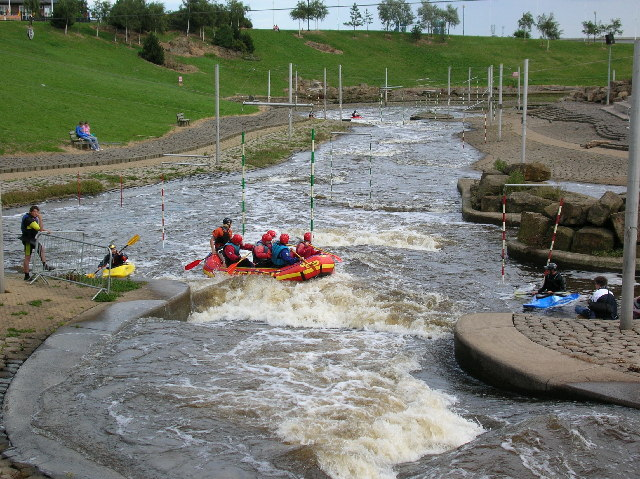
ベアトラップ堰による人工的急流を利用したラフティング（ティーズ川）

## 主な堰

### 固定堰
| 水系名 | 一次支川 （本川） | 二次支川 | 所在地          | 堰名         | 管理主体            | 備考       |
| ------ | ----------------- | -------- | --------------- | ------------ | ------------------- | ---------- |
| 石狩川 | 石狩川            | －       | 北海道          | 石狩川頭首工 | 農林水産省          | 可動堰混合 |
| 十勝川 | 十勝川            | －       | 北海道          | 千代田堰堤   |                     | 土木遺産   |
| 北上川 | 旧北上川          | －       | 宮城県          | 鴇波洗堰     | 国土交通省          | 土木遺産   |
| 北上川 | 旧北上川          | －       | 宮城県          | 脇谷洗堰     | 国土交通省          | 土木遺産   |
| 雄物川 | 雄物川            | －       | 秋田県          | 湯沢大堰     | 農林水産省          | －         |
| 多摩川 | 多摩川            | －       | 東京都          | 羽村取水堰   | 東京都水道局        | 可動堰混合 |
| 多摩川 | 多摩川            | －       | 東京都 神奈川県 | 宿河原堰堤   | 二ヶ領用水 管理組合 | 可動堰混合 |
| 相模川 | 相模川            | －       | 神奈川県        | 寒川取水堰   | 神奈川県            | 可動堰混合 |
| 吉野川 | 吉野川            | －       | 徳島県          | 吉野川第十堰 | 国土交通省          | －         |
| 筑後川 | 筑後川            | －       | 福岡県          | 大石堰       | 土地改良区          | －         |
| 筑後川 | 筑後川            | －       | 福岡県          | 恵利堰       | 土地改良区          | －         |
| 筑後川 | 筑後川            | －       | 福岡県          | 山田堰       | 土地改良区          | －         |
| 球磨川 | 球磨川            | －       | 熊本県          | 遥拝堰       |                     | －         |

### 可動堰

#### 頭首工・取水堰
| 水系名   | 一次支川 （本川） | 二次支川 | 所在地        | 堰名           | 管理主体                 | 備考           |
| -------- | ----------------- | -------- | ------------- | -------------- | ------------------------ | -------------- |
| 石狩川   | 石狩川            | －       | 北海道        | 愛別頭首工     | 農林水産省               | －             |
| 名取川   | 名取川            | －       | 宮城県        | 名取川頭首工   | 土地改良区               | －             |
| 雄物川   | 玉川              | －       | 秋田県        | 玉川頭首工     | 農林水産省               | －             |
| 最上川   | 最上川            | －       | 山形県        | 湘郷堰頭首工   | 土地改良区               | －             |
| 那珂川   | 那珂川            | －       | 栃木県        | 西岩崎頭首工   | 土地改良区               | 那須疏水取水口 |
| 那珂川   | 那珂川            | －       | 茨城県        | 小場江頭首工   | 土地改良区               | －             |
| 久慈川   | 久慈川            | －       | 茨城県        | 辰の口頭首工   | 土地改良区               | －             |
| 利根川   | 利根川            | －       | 群馬県 埼玉県 | 利根大堰       | 水資源機構               |                |
| 利根川   | 鬼怒川            | －       | 栃木県        | 佐貫頭首工     | 栃木県企業局             | －             |
| 利根川   | 鬼怒川            | －       | 栃木県        | 岡本頭首工     | 栃木県                   | －             |
| 利根川   | 小貝川            | －       | 茨城県        | 福岡堰         | 土地改良区               | 固定堰混合     |
| 利根川   | 小貝川            | －       | 茨城県        | 岡堰           | 土地改良区               | 旧堰改築       |
| 荒川     | 荒川              | －       | 埼玉県        | 秋ヶ瀬取水堰   | 水資源機構               | －             |
| 荒川     | 荒川              | －       | 埼玉県        | 六堰頭首工     | 国土交通省               | －             |
| 多摩川   | 多摩川            | －       | 東京都        | 小作堰         | 東京都水道局             | －             |
| 酒匂川   | 酒匂川            | －       | 神奈川県      | 飯泉取水堰     | 神奈川県内広域水道企業団 | －             |
| 荒川     | 荒川              | －       | 新潟県        | 荒川頭首工     | 農林水産省               | －             |
| 阿賀野川 | 阿賀野川          | －       | 新潟県        | 阿賀野川頭首工 | 農林水産省               | －             |
| 信濃川   | 千曲川            | －       | 長野県        | 上田農水頭首工 | 土地改良区               | －             |
| 信濃川   | 千曲川            | －       | 長野県        | 埴科頭首工     | 土地改良区               | －             |
| 豊川     | 豊川              | －       | 愛知県        | 寒狭川頭首工   | 国土交通省               | －             |
| 豊川     | 豊川              | －       | 愛知県        | 牟呂松原頭首工 | 水資源機構               | －             |
| 矢作川   | 矢作川            | －       | 愛知県        | 明治用水頭首工 | 農林水産省               | －             |
| 木曽川   | 木曽川            | －       | 愛知県 岐阜県 | 犬山頭首工     | 農林水産省               | －             |
| 紀の川   | 紀の川            | －       | 和歌山県      | 岩出頭首工     | 農林水産省               | －             |

#### 多目的堰・河口堰
| 水系名   | 一次支川 （本川） | 二次支川 | 所在地        | 堰名             | 管理主体                 | 備考                      |
| -------- | ----------------- | -------- | ------------- | ---------------- | ------------------------ | ------------------------- |
| 馬淵川   | 馬淵川            | －       | 青森県        | 馬淵大堰         | 国土交通省               | －                        |
| 北上川   | 北上川            | －       | 宮城県        | 北上大堰         | 国土交通省               | －                        |
| 鳴瀬川   | 鳴瀬川            | －       | 宮城県        | 鳴瀬川中流堰     | 国土交通省               | －                        |
| 阿武隈川 | 阿武隈川          | －       | 宮城県        | 阿武隈大堰       | 国土交通省               | －                        |
| 利根川   | 利根川            | －       | 千葉県 茨城県 | 利根川河口堰     | 水資源機構               | －                        |
| 利根川   | 小貝川            | －       | 茨城県        | 豊田堰           | 国土交通省               | －                        |
| 利根川   | 江戸川            | －       | 千葉県        | 行徳可動堰       | 国土交通省               | －                        |
| 相模川   | 相模川            | －       | 神奈川県      | 相模大堰         | 神奈川県内広域水道企業団 | －                        |
| 信濃川   | 信濃川            | －       | 新潟県        | 妙見堰           | 国土交通省 JR東日本      | －                        |
| 信濃川   | 大河津分水路      | －       | 新潟県        | 大河津可動堰     | 国土交通省               | 洗堰併設                  |
| 信濃川   | 信濃川            | －       | 新潟県        | 蒲原大堰         | 国土交通省               | －                        |
| 信濃川   | 関屋分水路        | －       | 新潟県        | 新潟大堰         | 国土交通省               | －                        |
| 小矢部川 | 小矢部川          | －       | 富山県        | 小矢部川大堰     | 国土交通省               | －                        |
| 木曽川   | 木曽川            | －       | 愛知県 岐阜県 | 木曽川大堰       | 水資源機構               | －                        |
| 木曽川   | 長良川            | －       | 愛知県 三重県 | 長良川河口堰     | 水資源機構               | －                        |
| 櫛田川   | 櫛田川            | －       | 三重県        | 櫛田可動堰       | 国土交通省 三重県        | －                        |
| 九頭竜川 | 九頭竜川          | －       | 福井県        | 九頭竜川鳴鹿大堰 | 国土交通省               | 特定多目的ダム            |
| 淀川     | 淀川              | －       | 滋賀県        | 瀬田川洗堰       | 国土交通省               | 旧堰残存                  |
| 淀川     | 淀川              | －       | 大阪府        | 淀川大堰         | 国土交通省               | －                        |
| 加古川   | 加古川            | －       | 兵庫県        | 加古川大堰       | 国土交通省               | 特定多目的ダム            |
| 紀の川   | 紀の川            | －       | 和歌山県      | 紀の川大堰       | 国土交通省               | 特定多目的ダム 暫定運用中 |
| 吉井川   | 吉井川            | －       | 岡山県        | 坂根堰           | 国土交通省               | －                        |
| 芦田川   | 芦田川            | －       | 広島県        | 芦田川河口堰     | 国土交通省               | 特定多目的ダム            |
| 太田川   | 太田川            | －       | 広島県        | 高瀬堰           | 国土交通省               | 特定多目的ダム            |
| 吉野川   | 吉野川            | －       | 徳島県        | 吉野川可動堰     | 国土交通省               | 凍結中                    |
| 吉野川   | 銅山川            | －       | 愛媛県        | 影井堰           | 水資源機構               | －                        |
| 吉野川   | 旧吉野川          | －       | 徳島県        | 旧吉野川河口堰   | 水資源機構               | －                        |
| 吉野川   | 旧吉野川          | 今切川   | 徳島県        | 今切川河口堰     | 水資源機構               | －                        |
| 遠賀川   | 遠賀川            | －       | 福岡県        | 遠賀川河口堰     | 国土交通省               | 特定多目的ダム            |
| 山国川   | 山国川            | －       | 福岡県        | 平成大堰         | 国土交通省               | 特定多目的ダム            |
| 筑後川   | 筑後川            | －       | 大分県        | 島内可動堰       | 国土交通省               | －                        |
| 筑後川   | 筑後川            | －       | 福岡県 佐賀県 | 筑後大堰         | 水資源機構               | －                        |
| 松浦川   | 松浦川            | －       | 佐賀県        | 松浦大堰         | 国土交通省               | －                        |
| 六角川   | 六角川            | －       | 佐賀県        | 六角川河口堰     | 国土交通省               | －                        |
| 嘉瀬川   | 嘉瀬川            | －       | 佐賀県        | 嘉瀬川大堰       | 国土交通省               | －                        |
| 緑川     | 加勢川            | －       | 熊本県        | 六間堰           | 国土交通省               | －                        |

#### ラバーダム
| 水系名 | 一次支川 （本川） | 二次支川 | 所在地 | 堰名               | 管理主体   | 備考 |
| ------ | ----------------- | -------- | ------ | ------------------ | ---------- | ---- |
| 最上川 | 最上川            | －       | 山形県 | 最上川さみだれ大堰 | 国土交通省 | －   |
| 日野川 | 日野川            | －       | 鳥取県 | 日野川堰           | 国土交通省 | －   |
| 日野川 | 法勝寺川          | －       | 鳥取県 | 法勝寺川堰         | 国土交通省 | －   |